# Легендата за Оз: Завръщането на Дороти
„Легендата за Оз: Завръщането на Дороти“ (на английски: Legends of Oz: Dorothy's Return) е американска-канадска компютърна анимация от 2013 г., който е свободно базиран на книгата „Дороти от Оз“ през 1989 г., написан от Роджър Стантън Баум, внукът на Лиман Франк Баум, авторът на оригиналния роман „Вълшебникът от Оз“. Режисьори са Даниел Пиер и Уил Фин. Озвучаващия състав се състои от Лиа Мишел, Патрик Стюарт, Джим Белуши, Дан Акройд, Келси Грамър, Меган Хилти, Хю Данси, Оливър Плат, Бернадет Питърс и Мартин Шорт.
Премиерата на филма се състои в анимационния фестивал в Анси на 14 юни 2013 г. и е пуснат по кината в Съединените щати и Канада на 9 май 2014 г.

## Актьорски състав
- Лиа Мишел – Дороти Гейл[4]
- Дан Акройд – Плашилото[4]
- Джим Белуши – Лъвът[4]
- Келси Грамър – Тенекиения човек[4]
- Мартин Шорт – Жокера/Оценителя
- Хю Данси – Маршал Малоу
- Меган Хилти – Китайската принцеса, Мишата кралица
- Оливър Плат – Уайзър
- Патрик Стюарт – Тъг/Танк
- Бернадет Питърс – Глинда[5]
- Тейси Адамс – Чичо Хенри
- Майкъл Кравиц – Леля Ем

## В България
В България филмът е пуснат по кината на 12 септември 2014 г. от bTV Studios.
По-късно се излъчва по каналите на bTV Media Group.

### Дублажи

#### Нахсинхронен дублаж
| Роля                | Изпълнител                                                                                         |
| ------------------- | -------------------------------------------------------------------------------------------------- |
| Дороти              | Елена Грозданова (диалог) Йоанна Драгнева (вокал)                                                  |
| Плашилото           | Анатолий Божинов                                                                                   |
| Лъвът               | Николай Петров                                                                                     |
| Тенекиения човек    | Атанас Сребрев                                                                                     |
| Маршал              | Анислав Лазаров                                                                                    |
| Китайската принцеса | Милица Гладнишка                                                                                   |
| Уайзър              | Петър Бонев                                                                                        |
| Тъг                 | Христо Сарафов                                                                                     |
| Глинда              | Петя Силянова                                                                                      |
| Жокера              | Ненчо Балабанов                                                                                    |
| Оценителя           | Георги Стоянов                                                                                     |
| Чичо Ем             | Христо Бонин                                                                                       |
| Други гласове       | Станислав Пищалов                                                                                  |
| Вокални изпълнители | Йоанна Драгнева Антоанета Георгиева Ралица Ралинова Ненчо Балабанов Анислав Лазаров Николай Петров |

| Обработка           | студио „Про Филмс“ |
| ------------------- | ------------------ |
| Режисьор на дублажа | Николина Петрова   |
| Музикален режисьор  | Ненчо Балабанов    |

#### Войсоувър дублаж
| Озвучаващи артисти  | Ася Рачева Татяна Захова Светломир Радев Владимир Колев Николай Николов |
| Преводач            | Николай Терзиев                                                         |
| Тонрежисьор         | Стамен Янев                                                             |
| Режисьор на дублажа | Милена Манчева                                                          |